# Hasuda
Hasuda (蓮田市?, Hasuda-shi) è una città giapponese della prefettura di Saitama.